# Ђердапска речна управа
Ђердапска речна управа формирана је 1950. године, са седиштем у Текији, преузела је управу пловидбе у сектору Ђердапа, од Великог Градишта до Кладова.
Прво, као Ђердапска администрација, а од 1950. године као управа, обезбеђивала је пловидбу, извршавала хидротехничке и друге радове у Ђердапу, организовала пилотску службу за спровођење бродова (лоцови) и доносила правилнике о режиму пловидбе кроз клисуру. Сви бродарци били су дужни да поштују строги режим пловидбе. Ноћна пловидба била је изузетно ретко одобравана. Управа је наплаћивала таксе из којих су формирани годишњи буџети, коришћени за одржавање пловног пута и издржавање администрације. Иако самостална, управа је била обавезна да информише Дунавску комисију о годишњем буџету и плану радова.
Изградњом ХЕ Ђердап I услови пловидбе су измењени, тако да је Управа престала са радом 1975. године.